# Ulrich Steltner
Ulrich Steltner (* 6. Oktober 1942 in Königsberg in Preußen) ist ein deutscher Slawist.

## Leben
Ulrich Steltner wurde in Ostpreußen geboren und wuchs in Thüringen und Sachsen auf. 1960 emigrierte er in die Bundesrepublik, wo er 1963 in Bad Neuenahr das Abitur ablegte. Darauf begann er zunächst ein Studium der Naturwissenschaften an der Universität des Saarlandes, bevor er Slawische Philologie und Geschichte an den Universitäten Kiel, Regensburg und Frankfurt am Main studierte. In Regensburg absolvierte Steltner das Staatsexamen in den Fächern Russisch und Geschichte, woraufhin er das Lehramtsreferendariat in Offenbach am Main durchlief. Mithilfe eines Graduiertenstipendiums setzte er sein Studium fort und promovierte 1977 bei Alfred Rammelmeyer in Frankfurt am Main zum Dr. phil. Nach Tätigkeiten als wissenschaftlicher Mitarbeiter und Hochschulassistent habilitierte Steltner sich 1986 in Marburg und wurde noch im selben Jahr auf eine C3-Professur in Erlangen berufen; 1993 folgte er einem Ruf an den Lehrstuhl für slawische Literaturwissenschaft an der Friedrich-Schiller-Universität Jena. Er war von 2002 bis 2005 Präsident des Verbands der Hochschullehrer für Slavistik und trat 2008 in den Ruhestand.

## Schriften (Auswahl)
- Die künstlerischen Funktionen der Sprache in den Dramen von A. N. Ostrovskij. Schmitz, Gießen 1978, OCLC 890404584.
- Überlegungen zur Literarität am Beispiel von Stanisław Przybyszewskis Romantrilogie „Homo sapiens“. Schmitz, Gießen 1989, ISBN 3-87711-171-8.
- mit Christine Fischer: Polnische Dramen in Deutschland. Übersetzungen und Aufführungen als deutsch-deutsche Rezeptionsgeschichte 1945–1995. Böhlau, Wien 2011, ISBN 978-3-412-20669-7.
- Steltners Geschichte-n zwischen Ost und West. Selbstverlag, Jena 2016, OCLC 892065560.
- Über Rede in Vers und Prosa. Die Funktion der Formensprache im Roman Doktor Shiwago. Lang, Wien 2017, ISBN 3-631-72770-4.
  - russisch: Proza i lirika romana „Doktor Živago“. Academic Studies Press, Boston 2023, ISBN 979-8-88719-474-5.
- Die Literaturtheorie von Roman Ingarden und ihre Möglichkeiten für eine werkbezogene Analyse. Lang, Wien 2022, ISBN 978-3-631-87214-7.